# راشل و استیون کاپلان
راشل و استیون کاپلان (انگلیسی: Rachel and Stephen Kaplan) استادان روان‌شناسی در دانشگاه میشیگان، متخصص در روان‌شناسی محیطی. کاپلان‌ها به دلیل تحقیقات خود در مورد تأثیر طبیعت بر روابط و سلامت مردم معروف هستند.